# Entrudo
Entrudo (del latín introitum; históricamente llamado entroydo y ontroydo (siglo XIII), entruido (siglo XIV) y emtrudo (siglo XV), al igual que  el carnaval, era una antigua festividad galaico-portuguesa que se celebraba en los tres días anteriores al inicio de la Cuaresma. En ella, los festejantes lanzaban cubos de agua, limones, huevos, mandarinas, guantes llenos de arena, se golpeaban con escobas y cucharas de madera y se ensuciaban con harina, yeso, etc. En el Reino de Portugal, existió hasta 1817, mientras que en el Imperio de Brasil fue reprimido a partir de 1854, cuando dio paso al carnaval moderno.